# Аврора (підприємство)

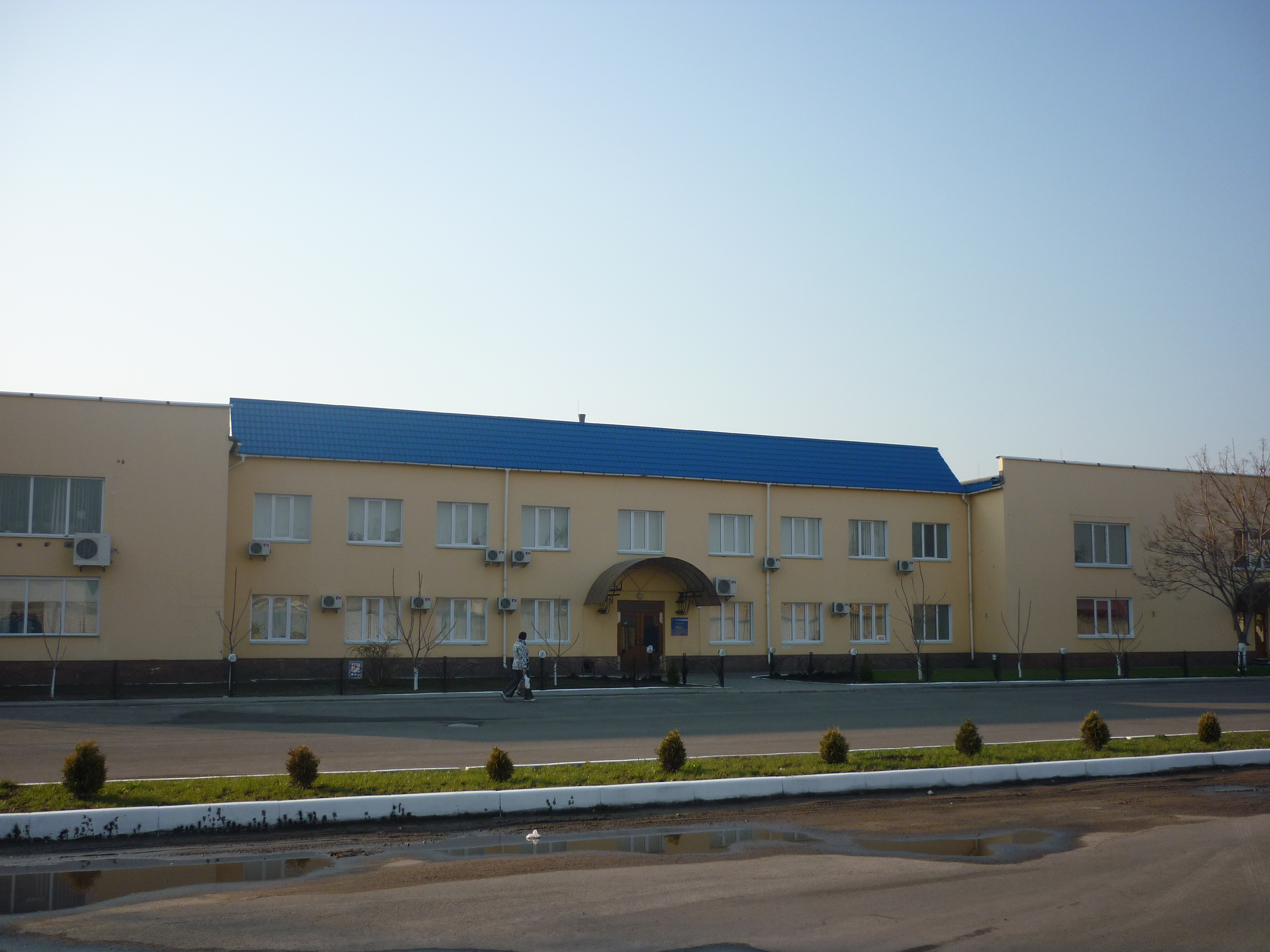
Фасад адміністративної будівлі

ТОВ Лакофарбовий завод «Аврора» — один з найбільших виробників лакофарбової продукції в Україні, розташоване у місті Черкаси.

## Історія
Історія заводу починається з 1933 року, коли у Черкасах була створена невелика артіль з виробництва лакофарбової продукції чисельність до 50 осіб. У наступні роки артіль була реорганізована в Черкаський лакофарбовий завод «Аврора», а з 2004 року він отримав статус ТОВ. 1998 року на заводі було встановлено нове обладнання німецької фірми «Nekzsch». 2008 року підприємство увійшло до складу словенської корпорації «Helios Group», яка є одним з найбільших виробників лакофарбової продукції у Європі. З цього року на заводі розпочалась тотальна реконструкція цехів та дільниць, модернізація виробництва із впровадженням сучасних технологій. Постійно проводиться оновлення та розширення асортименту продукції відділенням розвитку заводу за підтримки науково-дослідницької бази корпорації.
З 2005 року на підприємстві функціонує система управління якістю у відповідності до ISO 9001:2001, ISO 9001:2008, а з 2010 року — система екологічного управління у відповідності до ISO 14001:2004.
2010 року підприємство стало членом асоціації українських виробників лакофарбових матеріалів, єдиної організації в державі, яка представляє інтереси виробників лакофарбової продукції. 2011 року в Україні створено технічний комітет «Лаки і фарби» (ТК 168), у структурі якого за заводом закріплений підкомітет «Системи покриттів для металів та методи їхнього дослідження і тестування». Основним напрямком комітету є розробка національних і міжнародних стандартів.

## Продукція
На сьогодні завод здійснює випуск продукції за 4 напрямками:
- фарби для дорожньої розмітки ТМ «TRAFFIC»
- матеріали промислового значення ТМ «Аврора»
- напівфабрикатні лаки ТМ «Аврора»
- декоративні лакофарбові матеріал ТМ «МІКС color» (до 20 відтінків)

Асортимент заводу включає в себе понад 100 позицій у промисловій та дрібній розфасовці:
- ґрунтовка «Аврора-Експрес» з високим вмістом нелетких речовин
- ґрунтовка ГФ-021ПВ «Аврора» прискореного висихання
- ґрунтовка ГФ, ЕП, ФЛ
- ґрунт-емаль «Уралкор»
- емаль ПФ-5135 з тепловіддаючим ефектом
- емаль серії ПФ типу 115, 133, 266, 167, 1217
- емаль загального та спеціального призначення
- емаль серій ХС, АС, АК, МЧ, ХВ, ВЛ, ЕП
- лаки серій ПФ, АК, ВЛ, АС, МЛ, ГФ, ЕП
- фарби для дорожньої розмітки АК-501
- шпаклівка
- морилка
- мило
- сіккатив
- ват-спірит

Основними споживачами продукції заводу є підприємства енергетичного, оборонного, авіаційного, залізничного комплексів, машинобудування та суднобудування. Для розробки нової продукції на заводі є власна дослідницька лабораторія, яка тісно співпрацює з ведучими інститутами та науковими організаціями — Львівський фізико-математичний інститут імені Карпенка НАН України, Київський ДерждорНДІ імені М. П. Шульгіна, Московський ВНДІ залізничного транспорту. Підприємство було занесене до реєстру судноплавства України як завод з виробництва лакофарбової продукції для суднобудування та судноремонту.

## Виноски
1. ↑  Архівована копія. Архів оригіналу за 16 квітня 2014. Процитовано 15 квітня 2014.{{cite web}}:  Обслуговування CS1: Сторінки з текстом «archived copy» як значення параметру title (посилання)
2. ↑  Архівована копія. Архів оригіналу за 16 квітня 2014. Процитовано 15 квітня 2014.{{cite web}}:  Обслуговування CS1: Сторінки з текстом «archived copy» як значення параметру title (посилання)